# Музыкальная школа имени Язепа Медыня

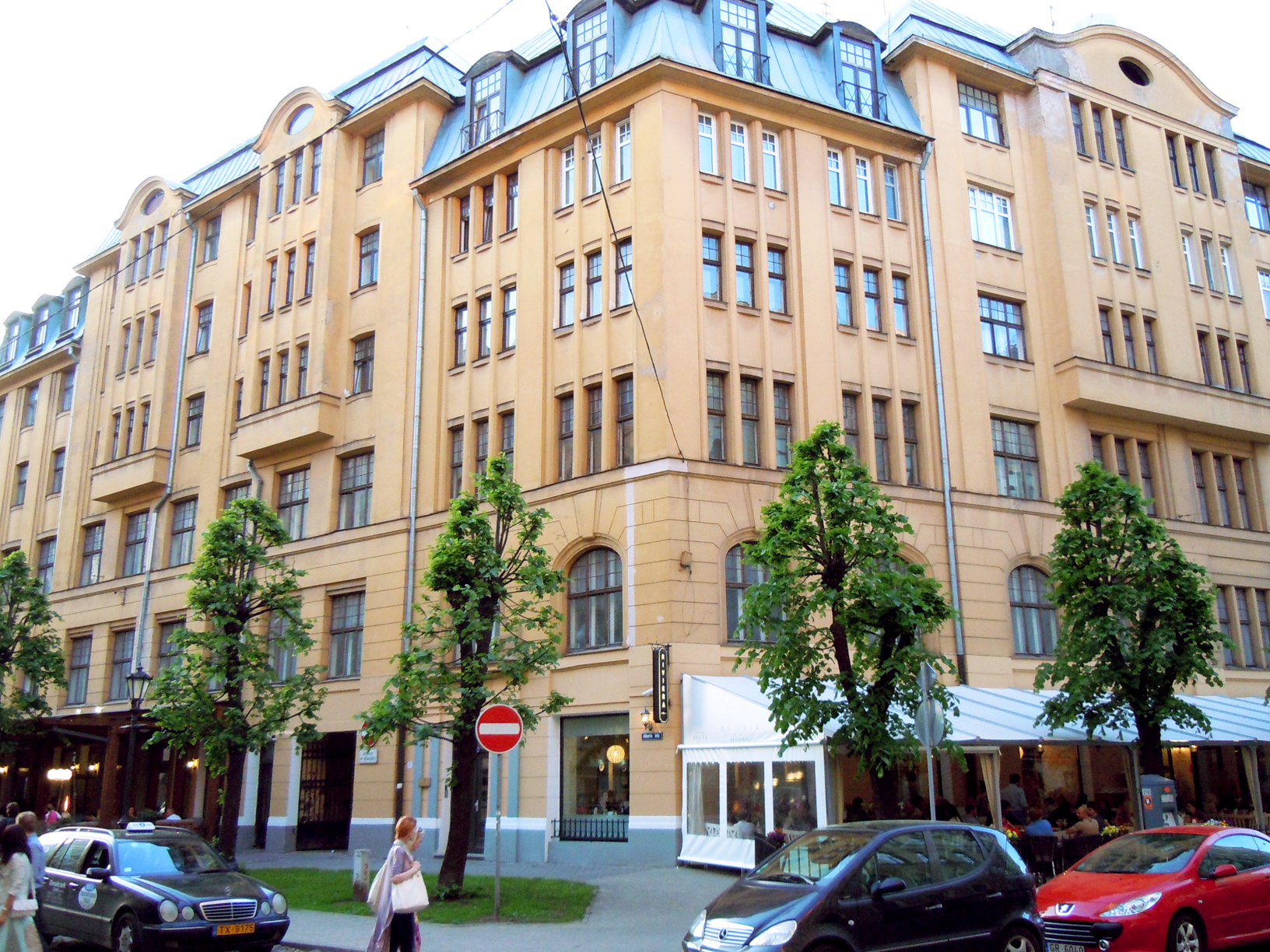
Здание на улице Антонияс, дом 13,
где c 1969 по 2009 год располагалась Музыкальная школа имени Язепа Медыня

Музыкальная школа имени Язепа Медыня (латыш. Jāzepa Mediņa Mūzikas vidusskola) — средняя музыкальная школа, действующая в Риге (Латвия).

## История
Создана одновременно со средней музыкальной школой имени Эмиля Дарзиня при организации Латвийской консерватории. Располагалась по адресу Рига, улица Антонияс, дом 13, в котором располагалась Русская гимназия Л. И. Тайловой, которая славилась семью роялями и хорошим актовым залом, а с 1932 года частная музыкальная школа — прообраз Музыкальной школы имени Эмиля Дарзиня.
Своим предшественником Музыкальная школа имени Язепа Медыня, считала организованный в 1927-году музыкальный детский сад при консерватории Латвийской народной партии (позднее — Рижской консерватории). В 1941 году консерватория была переименована в Государственный музыкальный колледж.
В 1947 году школе было присвоено имя латвийского композитора Язепа Медыня (1877—1947).
В 2009 году школа Язепа Медыня была объединена с 1-й Рижской музыкальной школой и переехала в новое здание на бульваре Кронвалда, дом 8.

## Стандарт преподавания
Образовательные программы (квалификация):
- Художественная и музыкальная школа.
- Игра на пианино.
- Игра на струнных инструментах.
- Игра на духовых или ударных инструментах.
- Игра на аккордеоне, лютне.
- Академическое пение.
- Дирижирование хором.
- Теория музыки.

В школе обучается около 700 учащихся, среди них — Оксана Лепская, певица — участница шоу талантов «Минута славы».
В штате состоит 110 преподавателей.
В 2011 году школа заняла 5 место среди специализированных школ Латвии
На базе школы проходили мероприятия программы пребывания Фонда «Новые имена» в Латвии

## Известные воспитанники
- Янис Заберс (1954) — певец;
- Вилнис Салакс (1956) — композитор;
- Ромуалдс Калсонс (1955) — композитор и дирижёр;
- Гедертс Раманс — композитор и музыкальный педагог;
- Юрис Стренга (1958, хоровой дирижёр и учитель пения) — советский и латвийский театральный режиссёр, актёр театра и кино, Народный артист Латвийской ССР (1987);
- Марк Лебедев — театральный актёр, педагог сценического искусства, заслуженный артист Латвийской ССР;
- Инесе Галанте (1982) — певица;
- Айра Бирзиня (1987) — дирижёр;
- Интс Далдерис (1990) — министр культуры Латвии (2009—2010);
- Марина Ребека (1998) — певица;
- Олег Сорокин — композитор.

В 1959 году в училище поступил Анатолий Могилевский, но не окончил его.
• Лариса Мондрус (1962) - певица

## Известные педагоги
- Валентина Телегина-Васильева;
- Юрий Пешков (зав. отделением народных инструментов);
- Валентина Голдинова (1984—2000).